# Grand Feu Hinckley
Le grand incendie de Hinckley ou Grand feu Hinckley est une conflagration dans les forêts de pins de l'État américain du Minnesota au début septembre 1894, qui a brûlé une superficie d'au moins 200 000 acres (environ 810 km2), possiblement plus de 250 000 acres (1000 km2), y compris la ville de Hinckley. Le décompte officiel des décès est de 418; le nombre réel de décès est probablement plus élevé. D'autres sources évaluent le nombre de morts à 476.

## Description
Après une sécheresse estivale de deux mois, combinée à des températures très élevées, plusieurs petits incendies se sont déclarés dans les forêts de pins du comté de Pine, à mi-chemin entre Minneapolis/Saint Paul et Duluth. La propagation des incendies est apparemment due à la méthode alors courante de récolte du bois, dans laquelle les arbres  étaient dépouillés de leurs branches sur place; ces branches jonchaient le sol de débris inflammables. Une inversion de température a également contribué à piéger les gaz des incendies. Les flammes dispersées ont fusionné en une tempête de feu. La température est montée à au moins 2000 degrés Fahrenheit (environ 1093 °C). Des barils de clous ont fondu en une seule masse, et dans les chantiers de l'Eastern Minnesota Railroad, les roues des wagons ont fusionné avec les rails. Certains résidents se sont échappés en se réfugiant dans des puits, des étangs ou dans la rivière Grindstone. D'autres ont grimpé à bord de deux trains bondés qui ont quitté la ville menacée quelques minutes avant l'incendie.
James Root, un ingénieur d'un train se dirigeant vers le sud depuis Duluth, a sauvé près de 300 personnes en faisant reculer un train sur près de huit kilomètres jusqu'à Skunk Lake, où les passagers ont pu échapper à l'incendie. William Best était aussi un ingénieur dans un train envoyé spécialement pour évacuer les gens.

Selon le Hinckley Fire Museum :
En raison de la sécheresse de l'été, les incendies étaient fréquents dans les bois, le long des voies ferrées et dans les camps de bûcherons où ces derniers mettaient le feu à leurs coupes pour nettoyer la zone avant de continuer. Certains bûcherons ont bien sûr laissé leurs débris derrière eux, donnant à tout feu plus de carburant sur lequel se développer. Le samedi 1er septembre 1894 a commencé comme une autre journée d'une chaleur oppressante avec des incendies entourant les villes et deux incendies majeurs qui brûlaient à environ 5 milles (8,04672 km) au sud. Pour aggraver la situation, l'inversion de température ce jour-là a rajouté de la chaleur, de la fumée et les gaz retenus par l'énorme couche d'air frais au-dessus. Les deux feux ont fini par fusionner pour faire un grand feu avec des flammes qui léchaient à travers l'inversion, trouvant l'air frais au-dessus. Cet air est venu se précipiter sur les incendies pour créer un vortex ou une tornade de flammes qui a ensuite commencé à se déplacer rapidement et a grandi de plus en plus pour se transformer en une violente tempête de feu. L'incendie a d'abord détruit les localités de Mission Creek et Brook Park avant d'atteindre la ville de Hinckley. Quand ce fut fini, la tempête de feu avait complètement détruit six agglomérations et plus de 400 milles carrés (plus de 1000 km2)  étaient noirs et fumants. La tempête de feu a été si dévastatrice qu'elle n'a duré que quatre heures mais tout a été détruit sur son passage.

## Conséquences
L'incendie détruisit la ville de Hinckley (qui à l'époque comptait plus de 1 400 habitants) ainsi que les petites colonies voisines de Mission Creek, Brook Park, Sandstone, Miller, Partridge et Pokegama.
Le nombre exact de morts est difficile à déterminer. Le rapport officiel du coroner a dénombré 413 morts tandis que le monument officiel de l'incendie en note 418,. Un nombre inconnu d'Amérindiens et d'habitants de l'arrière-pays ont également été tués dans l'incendie; des corps ont continué à être retrouvés des années plus tard,. Avec l'incendie de Cloquet de 1918 (où 453 personnes ont été tuées), c'est l'un des plus meurtriers de l'histoire du Minnesota.

## Mémoriaux

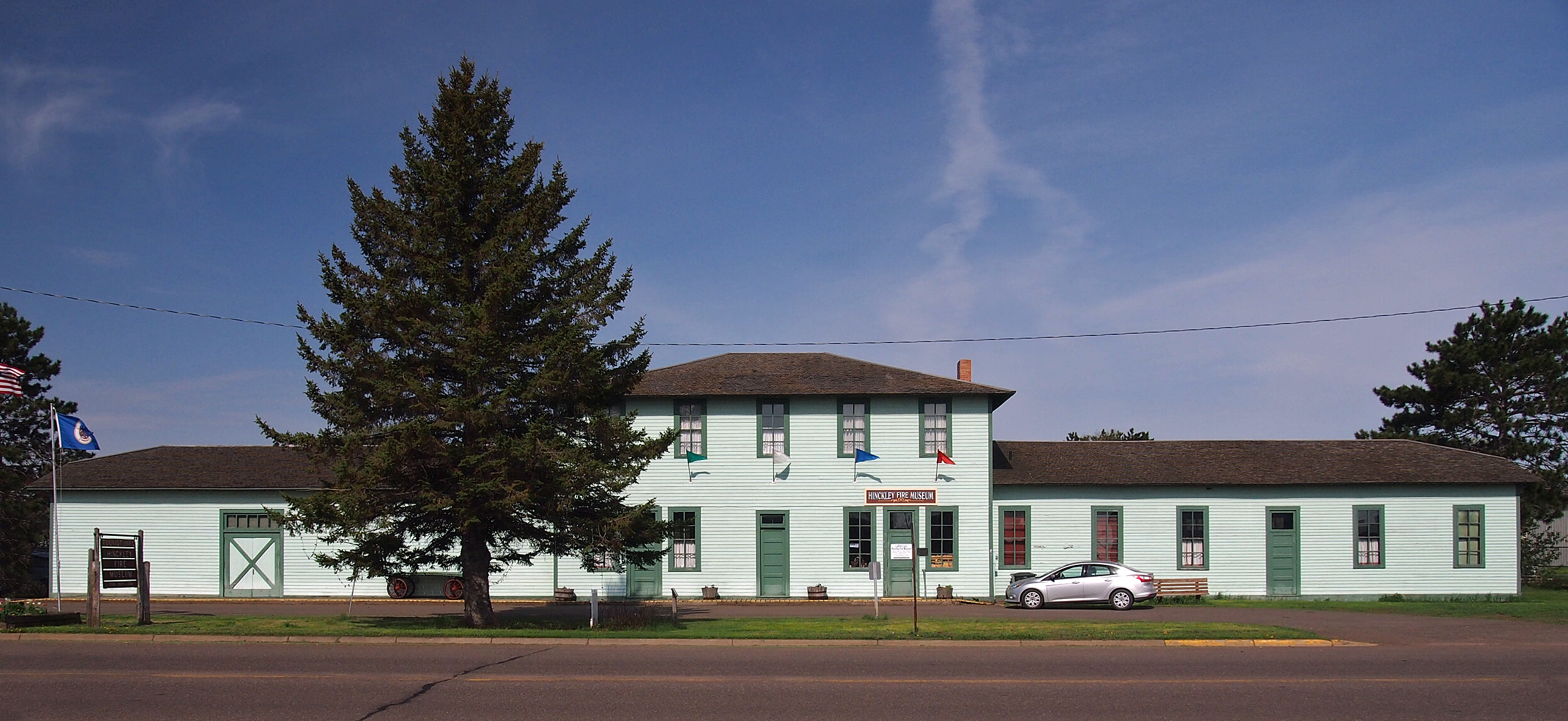
Le musée du feu Hinckley

Aujourd'hui, un tronçon de 37 milles (59,545728 km) du Willard Munger State Trail, de Hinckley à Barnum, est un mémorial à l'incendie et à la dévastation qu'il a causée. Dans la ville de Hinckley, sur l'autoroute 61, le Hinckley Fire Museum est situé dans l'ancien dépôt de la Northern Pacific Railway. Il est situé à quelques mètres au nord de l'ancien dépôt, qui a brûlé dans l'incendie. Il est ouvert du 1er mai à fin octobre.
Le cimetière commémoratif luthérien de Hinckley possède un repère historique et un obélisque de granit en mémoire de ceux qui ont péri dans l'incendie. 248 habitants de Hinckley ont péri dans l'incendie et sont enterrés dans une fosse commune de ce cimetière. Certains ne sont pas identifiés.
Le cimetière de Brook Park sur la route de comté 126, au sud de l'autoroute 23 de l'État du Minnesota, a une plaque de repère historique et un mémorial aux 23 victimes de l'incendie à Brook Park, avec un grand obélisque au sommet d'un marqueur de granit.

## Boston Corbett
Thomas P. "Boston" Corbett, le soldat de l'Union qui a abattu John Wilkes Booth, l'assassin d'Abraham Lincoln, est présumé mort dans l'incendie. On pense que sa dernière résidence connue était une colonie forestière près de Hinckley, et un "Thomas Corbett" est répertorié comme l'un des morts ou des disparus,,,.